# Рабьо, Адриен
Адрие́н Тибо́ Мари́ Рабьо́ (фр. Adrien Thibault Marie Rabiot; род. 3 апреля 1995[…], Сен-Морис) — французский футболист, полузащитник клуба «Олимпик Марсель» и сборной Франции. Участник чемпионата Европы 2020. Серебряный призёр чемпионата мира 2022. Бронзовый призёр чемпионата Европы 2024.

## Клубная карьера

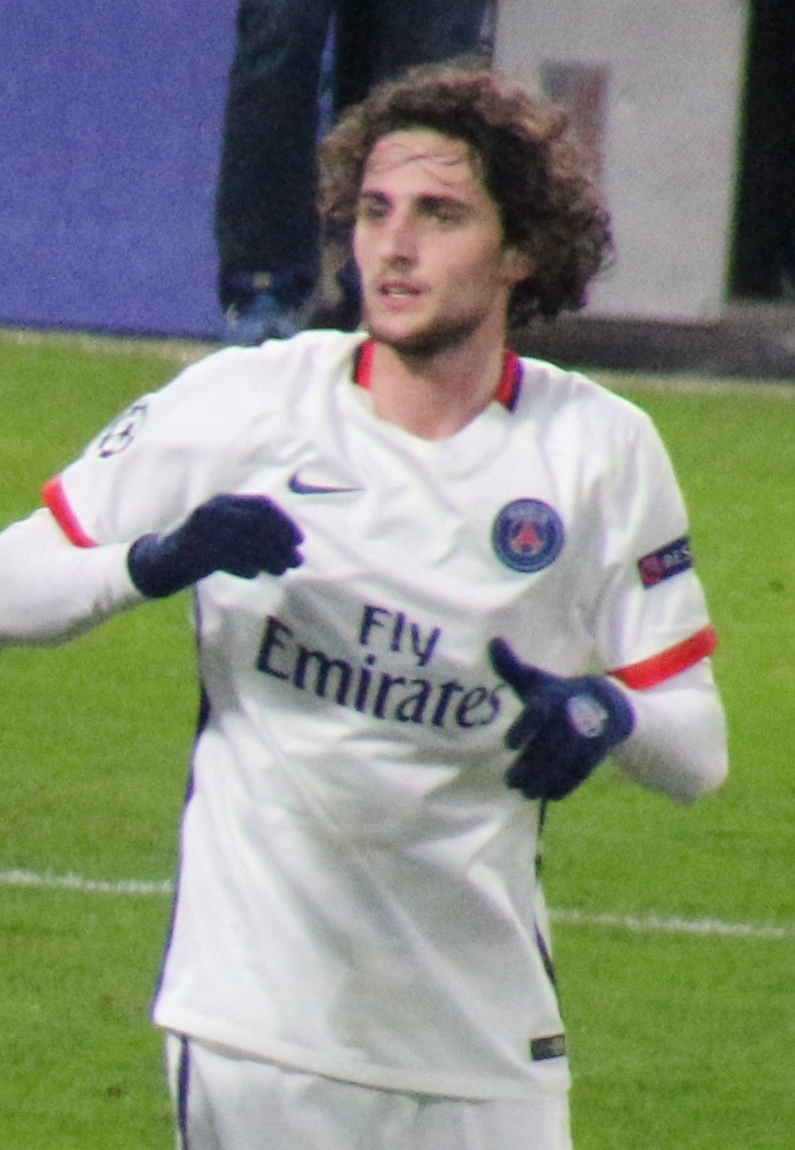
Рабьо в составе ПСЖ в 2016 году

Рабьо — воспитанник футбольного клуба «Кретей». В 2009—2010 годах играл в юношеской команде «По». В 2010 году оказался в системе подготовки «Пари Сен-Жермен». Дебютировал в первой команде 26 августа 2012 года в матче Лиги 1 против «Бордо». 6 ноября 2012 года полузащитник впервые сыграл в Лиге чемпионов. В матче против загребского «Динамо» он провёл на поле 90 минут. Всего за первую половину сезона 2012/13 Рабьо сыграл за ПСЖ 9 матчей в различных турнирах.
В январе 2013 года Рабьо был отдан в аренду «Тулузе» сроком до окончания сезона. Полузащитник впервые защищал цвета «Тулузы» 10 февраля 2013 года в игре против «Ренна», а 9 марта забил первый в карьере гол за профессиональный клуб (в ворота Алексиса Тебо из «Бреста»), что принесло «Тулузе» победу с минимальным счётом. Всего Адриан Рабьо сыграл за клуб из Верхней Гаронны 13 матчей в чемпионате Франции и летом 2013 года вернулся в ПСЖ.
В 4-м туре чемпионата Франции 2013/14 Рабьо забил свой первый гол за парижский клуб, поразив ворота «Генгама».
1 июля 2019 года перешел в туринский «Ювентус».
17 сентября 2024 года на правах свободного агента перешел в «Олимпик Марсель».

## Карьера в сборной
Адриан Рабьо выступал за юношеские сборные Франции с 16-летнего возраста. За сборную 16-летних полузащитник сыграл 2 матча в октябре 2010 года. За сборную следующей возрастной категории он дебютировал 27 сентября 2011 года в товарищеском матче с украинскими сверстниками. В единственной для себя игре за сборную до 18 лет Рабьо забил гол в ворота команды Австрии.
11 октября 2012 года Рабьо провёл первый матч в составе сборной не старше 19 лет (отборочный к чемпионату Европы против команды Израиля). Два дня спустя полузащитник поразил ворота Латвии, забив таким образом свой первый гол за команду. В составе команды футболист принимал участие юношеском чемпионате Европы—2013 и стал вице-чемпионом континента.
13 августа 2013 года Рабьо впервые сыграл за молодёжную сборную Франции. Полузащитник вышел на поле на товарищеский матч с Германией в стартовом составе, а во втором тайме был заменён на Марио Лемина.
15 ноября 2016 года дебютировал в национальной сборной Франции. 13 ноября 2021 года забил первый мяч за сборную в игре против Казахстана на «Стад де Франс» (8:0).
9 ноября 2022 года был включён в официальную заявку сборной Франции для участия в матчах чемпионата мира в Катаре. 22 ноября 2022 года забил первый мяч Франции на чемпионате мира, поразив ворота сборной Австралии (4:1). В этом же матче сделал голевую передачу на Оливье Жиру, став первым в XXI веке французом с голом и передачей в первом матче чемпионата мира.

## Достижения
«Пари Сен-Жермен»
- Чемпион Франции (5): 2013/14, 2014/15, 2015/16, 2017/18, 2018/19
- Обладатель Кубка Франции (4): 2014/15, 2015/16, 2016/17, 2017/18
- Обладатель Кубка французской лиги (5): 2013/14, 2014/15, 2015/16, 2016/17, 2017/18
- Обладатель Суперкубка Франции (3): 2015, 2016, 2017

«Ювентус»
- Чемпион Италии: 2019/20
- Обладатель Кубка Италии (2): 2020/21, 2023/24

Сборная Франция (до 19)
- Серебряный призёр чемпионата Европы среди юношей: 2013

Сборная Франции
- Победитель Лиги наций УЕФА: 2020/21
- Серебряный призёр чемпионата мира: 2022
- Бронзовый призёр Лиги наций УЕФА: 2024/25

## Статистика
| Выступление      | Выступление      | Выступление      | Лига | Лига | Кубки | Кубки | Еврокубки | Еврокубки | Остальные | Остальные | Итого | Итого |
| Клуб             | Лига             | Сезон            | Игры | Голы | Игры  | Голы  | Игры      | Голы      | Игры      | Голы      | Игры  | Голы  |
| ---------------- | ---------------- | ---------------- | ---- | ---- | ----- | ----- | --------- | --------- | --------- | --------- | ----- | ----- |
| Пари Сен-Жермен  | Лига 1           | 2012/13          | 6    | 0    | 2     | 0     | 1         | 0         | 0         | 0         | 9     | 0     |
| Пари Сен-Жермен  | Итого            | Итого            | 6    | 0    | 2     | 0     | 1         | 0         | 0         | 0         | 9     | 0     |
| → Тулуза         | Лига 1           | 2012/13          | 13   | 1    | 0     | 0     | 0         | 0         | 0         | 0         | 13    | 1     |
| → Тулуза         | Итого            | Итого            | 13   | 1    | 0     | 0     | 0         | 0         | 0         | 0         | 13    | 1     |
| Пари Сен-Жермен  | Лига 1           | 2013/14          | 25   | 2    | 3     | 1     | 6         | 0         | 0         | 0         | 34    | 3     |
| Пари Сен-Жермен  | Лига 1           | 2014/15          | 21   | 4    | 8     | 0     | 4         | 0         | 0         | 0         | 33    | 4     |
| Пари Сен-Жермен  | Лига 1           | 2015/16          | 24   | 1    | 11    | 2     | 7         | 3         | 0         | 0         | 42    | 6     |
| Пари Сен-Жермен  | Лига 1           | 2016/17          | 27   | 3    | 7     | 1     | 5         | 0         | 0         | 0         | 39    | 4     |
| Пари Сен-Жермен  | Лига 1           | 2017/18          | 33   | 1    | 9     | 3     | 8         | 1         | 0         | 0         | 50    | 5     |
| Пари Сен-Жермен  | Лига 1           | 2018/19          | 14   | 2    | 1     | 0     | 5         | 0         | 0         | 0         | 20    | 2     |
| Пари Сен-Жермен  | Итого            | Итого            | 150  | 13   | 41    | 7     | 36        | 4         | 0         | 0         | 227   | 24    |
| Ювентус          | Серия А          | 2019/20          | 28   | 1    | 4     | 0     | 5         | 0         | 0         | 0         | 37    | 1     |
| Ювентус          | Серия А          | 2020/21          | 34   | 4    | 5     | 0     | 7         | 1         | 1         | 0         | 47    | 5     |
| Ювентус          | Серия А          | 2021/22          | 32   | 0    | 6     | 0     | 7         | 0         | 0         | 0         | 45    | 0     |
| Ювентус          | Серия А          | 2022/23          | 32   | 8    | 3     | 0     | 13        | 3         | 0         | 0         | 48    | 11    |
| Ювентус          | Серия А          | 2023/24          | 31   | 5    | 4     | 0     | 0         | 0         | 0         | 0         | 35    | 5     |
| Ювентус          | Итого            | Итого            | 157  | 18   | 22    | 0     | 32        | 4         | 1         | 0         | 212   | 22    |
| Всего за карьеру | Всего за карьеру | Всего за карьеру | 320  | 32   | 65    | 7     | 68        | 8         | 1         | 0         | 454   | 47    |